# Райнгард Ґенцель
Райнгард Ґенцель (нім. Reinhard Genzel; нар. 24 березня 1952, Бад-Гомбурґ, ФРН) — німецький науковець-астрофізик, доктор філософії. Лауреат Нобелівської премії з фізики 2020 року.

## Життєпис
Вивчав фізику в Боннському університеті. У 1975 році закінчив Боннський університет. У 1978 році захистив дисертацію доктора філософії в Боннському університеті, і того ж року захистив дисертацію з радіоастрономії у Радіоастрономічному інституті Макса Планка. Потім працював у США в Гарвард-Смітсонівський центрі астрофізики з 1980 по 1982 рік.
Райнгард Ґенцель у 1981 році стає професором кафедри фізики Університету Берклі.
У 1986 року повернувся до ФРН, та став директором Інституту позаземної фізики Макса Планка. У 1988 році став професором в Мюнхенському університеті Людвіга-Максиміліана.

## Наукова діяльність
Райнгард Ґенцель займається створенням приладів для інфрачервоної та субміліметрової астрономії. У тому числі брав участь в розробці Дуже великого телескопу, Інфрачервоної космічної обсерваторії та космічної обсерваторії Гершеля.
У середині 1990-х років наукова група під його керівництвом виявила обертальний рух зірок у центрі Чумацького шляху навколо масивного об'єкта, можливо чорної діри. Незалежно від нього такі ж результати були отримані астрономом Андреою Ґез в Обсерваторії Кека. Райнгард Ґенцель також вивчає еволюцію галактик та зореутворення.

## Премії та нагороди
- Премія Ньютона Лейсі Пірса (1986);
- Премія Лейбніца (1990);
- Премія Жуля Жансена (2000);
- Премія Бальцана (2003);
- Медаль Штерна-Ґерлаха (2003);
- Медаль Альберта Ейнштейна (2007)[6];
- Премія Шао (2008);
- Медаль Отто Ґана (2008);
- Лекція Карла Янського (2010);
- Медаль Карла Шварцшильда (2011)[7];
- Премія Крафорда (2012);
- Орден «Pour le Mérite» (2013);
- Премія Гарві (2014)[8];
- Медаль Гершеля (2014)[9]

- Великий хрест ордена «За заслуги перед Федеративною Республікою Німеччина» (2014).
- Нобелівська премія з фізики (2020)[10].

Член академій і наукових товариств
- Американського фізичного товариства (1985);
- Французької академії наук (1998).
- Національної академії наук США (2000);
- Академії Леопольдіна (2002);
- Європейської Академії (2002);
- Баварської академії наук (2003);
- Лондонського королівського товариства (2012);